# Apollo-díj
A Prix Tour-Apollo egy francia sci-fi-díj volt 1972–1990 között.

## Győztesek
| Év   | Cím                        | Író                 | Kiadó          |
| ---- | -------------------------- | ------------------- | -------------- |
| 1972 | Isle of the Dead           | Roger Zelazny       | OPTA           |
| 1973 | Stand on Zanzibar          | John Brunner        | Robert Laffont |
| 1974 | The Iron Dream             | Norman Spinrad      | OPTA           |
| 1975 | The Embedding              | Ian Watson          | Calmann-Lévy   |
| 1976 | Nightwings                 | Robert Silverberg   | J'ai lu        |
| 1977 | Cette chère humanité       | Philippe Curval     | Robert Laffont |
| 1978 | Hellstrom's Hive           | Frank Herbert       | Albin Michel   |
| 1979 | Gateway                    | Frederik Pohl       | Calmann-Lévy   |
| 1980 | The Persistence of Vision  | John Varley         | Denoël         |
| 1981 | Juniper Time               | Kate Wilhelm        | Denoël         |
| 1982 | L'Idiot-roi                | Scott Baker         | J'ai lu        |
| 1983 | L'Orbe et la roue          | Michel Jeury        | Robert Laffont |
| 1984 | Les Semeurs d'abîmes       | Serge Brussolo      | Fleuve noir    |
| 1985 | The Citadel of the Autarch | Gene Wolfe          | Denoël         |
| 1986 | Blood Music                | Greg Bear           | la Découverte  |
| 1987 | The Anubis Gates           | Tim Powers          | J'ai lu        |
| 1988 | La Compagnie des glaces    | Georges-Jean Arnaud | Fleuve noir    |
| 1989 | Le Pays du fou rire        | Jonathan Carroll    | J'ai Lu        |
| 1990 | Argentine                  | Joël Houssin        | Denoël         |